# 1534 Näsi
1534 Näsi eller 1939 BK är en asteroid upptäckt den 20 januari 1939 av den finske astronomen Yrjö Väisälä vid Storheikkilä observatorium. Asteroiden har fått sitt namn efter sjön Näsijärvi i Finland.
Den tillhör asteroidgruppen Chloris.